# Michaił Frunze

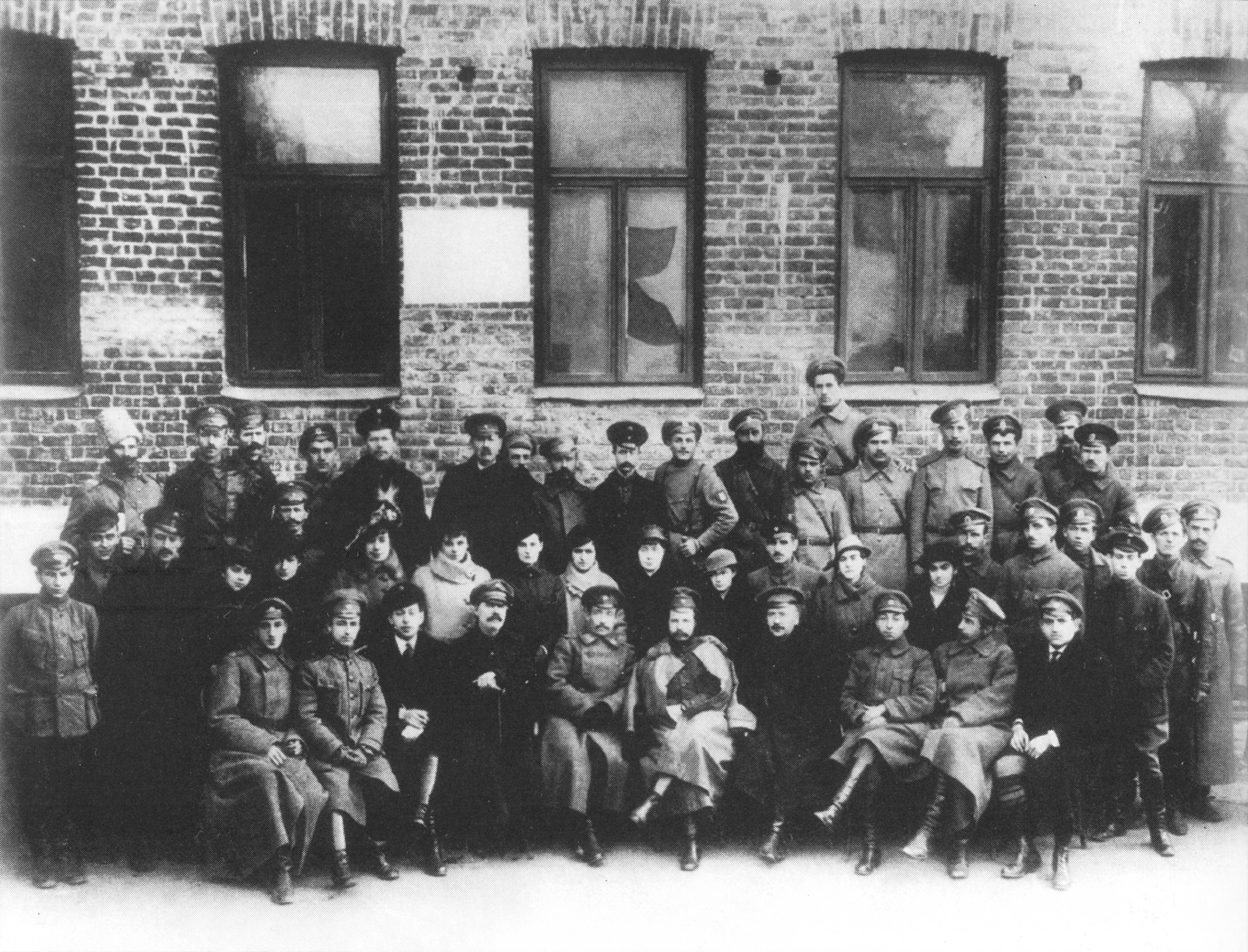
Funkcjonariusze Mińskiej Milicji Obywatelskiej. Michaił Frunze w pierwszym rzędzie piąty z prawej. 1917 rok

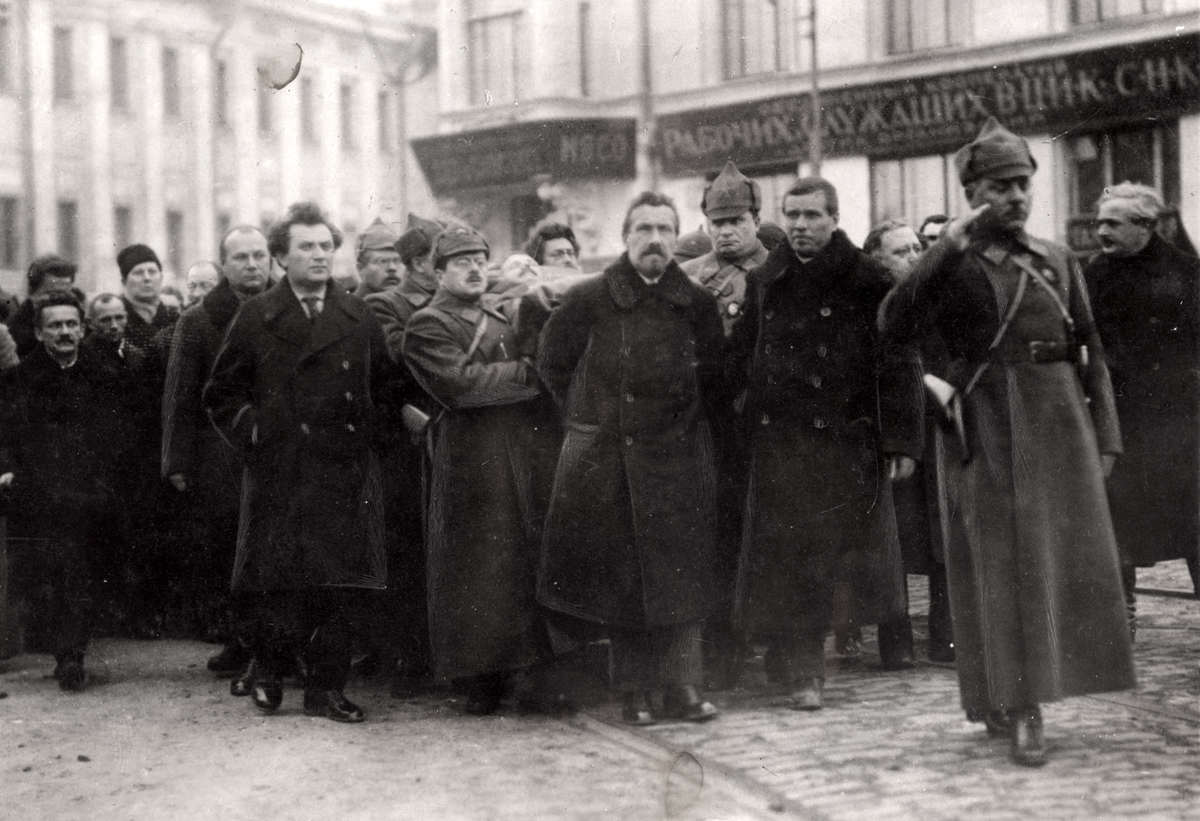
Pogrzeb Michaiła Frunzego. W pierwszym rzędzie od lewej widoczni: Grigorij Zinowjew, Józef Unszlicht, Aleksiej Rykow, Aleksandr Jegorow, Klimient Woroszyłow.

Michaił Wasiljewicz Frunze (ros. Михаил Васильевич Фрунзе; ur. 21 stycznia?/2 lutego 1885 w Piszpeku, zm. 31 października 1925 w Moskwie) – rosyjski dowódca wojskowy Armii Czerwonej i działacz bolszewicki. Komisarz ludowy spraw wojennych i morskich ZSRR 1924–1925, członek Komitetu Centralnego RKP(b) (1921–1925), zastępca członka Biura Politycznego KC RKP(b) 1924–1925.

## Życiorys
Syn felczera wojskowego Mołdawianina i rosyjskiej chłopki. Po ukończeniu gimnazjum w Wiernym rozpoczął w 1904 roku studia w Petersburskim Instytucie Politechnicznym, gdzie w końcu tego samego roku wstąpił do SDPRR. Brał udział w rewolucji 1905 roku. Wprowadzony w zasady podziemnej organizacji rewolucyjnej przez Fiodora Afanasjewa, uczestniczył w wielkim strajku tkaczy w Iwanowo–Wozniesieńsku trwającym od maja do lipca 1905 roku. Następnie walczył w antycarskim powstaniu zbrojnym w Moskwie w grudniu 1905 r. Skazany na karę śmierci (ułaskawiony) i katorgę. Po ucieczce z zesłania w 1916 prowadził działalność konspiracyjną wśród żołnierzy, był podoficerem w czasie I wojny światowej. Uczestniczył w przygotowaniu i przeprowadzeniu rewolucji październikowej. W czasie wojny domowej dowodził południową grupą armii Frontu Wschodniego Armii Czerwonej, walczącą przeciwko wojskom admirała Kołczaka.
27 października 1920 roku został mianowany dowódcą Frontu Południowego. Pod jego dowództwem Armia Rosyjska gen. Wrangla została ostatecznie wyparta z Północnej Taurydy oraz z Krymu. Był to koniec wojny domowej z białymi na froncie południowym.
Następnie Frunze dowodził w Turkiestanie przeciwko wojskom emiratu bucharskiego, przeciwko oddziałom anarchistycznym Nestora Machny na Ukrainie.
Od marca 1924 był zastępcą komisarza ludowego (ministra) spraw wojennych i morskich Lwa Trockiego oraz szefem sztabu Armii Czerwonej, a od stycznia 1925 – komisarzem ludowym spraw wojennych i morskich, a także przewodniczącym Rady Wojskowo–Rewolucyjnej ZSRR (Реввоенсовет СССР). Kandydaturę Frunzego, który zastąpił Trockiego na stanowisku komisarza ludowego spraw wojennych popierali w Biurze Politycznym RKP(b) Grigorij Zinowjew i Lew Kamieniew, ówcześnie w sojuszu politycznym ze Stalinem, przy oporze tego ostatniego. Nominacja Frunzego oznaczała upadek Trockiego – twórcy Armii Czerwonej i głównodowodzącego w latach 1918–1925. Frunze sformułował podstawy radzieckiej doktryny wojennej oraz zakończył reformę wojska – komisarze polityczni zostali przekształceni w zastępców dowódcy bez prawa dowodzenia. Jednocześnie od 1924 roku był zastępcą członka Biura Politycznego KC Rosyjskiej Komunistycznej Partii (bolszewików) (RKP(b)).
Zmarł w trakcie operacji wrzodu żołądka, z powodu zastosowania typu narkozy, na który był uczulony. Frunze nie chciał poddać się operacji, został do niej zmuszony postanowieniem Biura Politycznego KC RKP(b). Od początku podejrzewano, że operacja mogła mieć charakter skrytobójstwa. Taką sugestię przedstawił pisarz Borys Pilniak w opowiadaniu Opowieść niezgaszonego księżyca opublikowanym już w 1926 roku, podobnie uważał ówczesny sekretarz Biura Politycznego Boris Bażanow. Wkrótce zaczęto o nią podejrzewać Stalina. Mimo braku istnienia bezpośredniego dowodu na umyślne spowodowanie śmierci Frunzego przez lekarzy wątpliwości budzi fakt, że zastosowana przy operacji dawka chloroformu siedmiokrotnie przekraczała zwykle stosowaną w celu wywołania narkozy. Śmierć Frunzego umożliwiła wprowadzenie przez Stalina na stanowisko głównodowodzącego swego zausznika Klimenta Woroszyłowa.
W czasach ZSRR imię Frunzego nosiło wiele miast i instytucji, m.in. obecna stolica Kirgistanu – Biszkek, Akademia Wojskowa w Moskwie i Szkoła Morska.
Po śmierci Frunzego jego żona, przekonana o nienaturalnym charakterze śmierci męża, popełniła samobójstwo. Dzieci, syn Timur (1923–1942) i córka  Tatiana (1920–2024), do roku 1931 pozostawały pod opieką babki. Wobec jej ciężkiej choroby w 1931 adoptował je i wychowywał Klimient Woroszyłow.